# هندسة التحكم

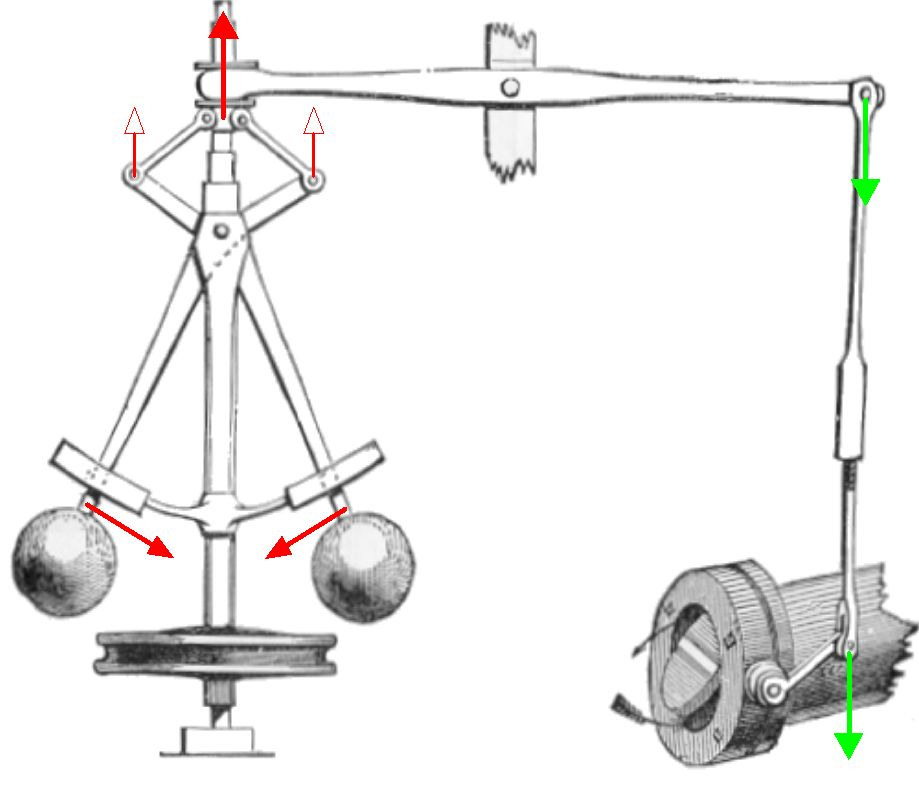
التحكم عن طريق الذراع والمحور

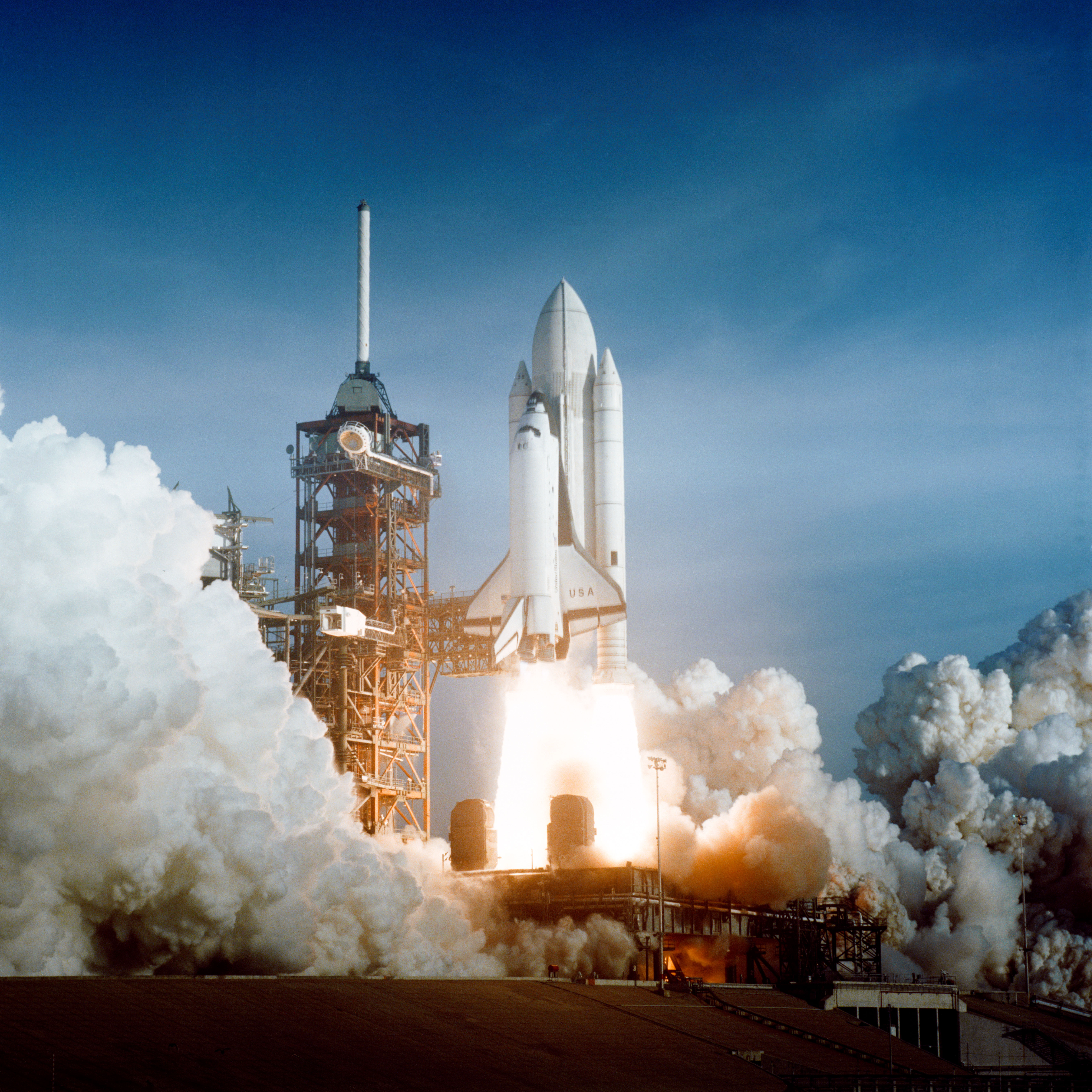
تلعب نظم التحكم دورا هاما في أبحاث الفضاء

تحويل لابلاس من أساسيات هندسة التحكم

هندسة السيطرة أو هندسة التحكم إحدى فروع الهندسة المبنية على النماذج الرياضية للظواهر المتعددة وتحليل الأداء الديناميكى لهذه الظواهر باستخدام نظرية التحكم لخلق متحكمات قادرة على جعل هذه الأنظمة تعمل بطريقة معينة.
للحصول على نظم التحكم، يتم استخدام تطبيقات الدوائر الكهربية ومعالجات الإشارات الرقمية والمتحكمات الصغيرة، بالإضافة إلى أجهزة الاستشعار والأجهزة المتعلقة بتنفيذ عملية التحكم.
يوجد لهندسة التحكم الكثير من التطبيقات بدءا من علوم الطيران إلى نظم تحكم الرحلة الموجودة بالكثير من السيارات الحديثة.

## نظرة عامة
هندسة التحكم (وتسمى أيضاً هندسة نظم التحكم)وتعد أحد الحقول الدراسية الجديدة نسبياً والتي اكتسبت اهتماماً كبيراً في القرن العشرين خلال التقدم التكنولوجي.
وبشكل اوسع يمكننا تعريفها بأنها التطبيق العملي لنظرية التحكم. وتلعب دوراً اساسيا في مجال واسع في تصميم الاجهزة والانظمة في جميع المجالات ابتداءً باآلات الغسيل المنزلية البسيطة مروراً بالطائرات المقاتلة ووصولًا إلى الصواريخ والمركبات الفضائية.

## تاريخياً

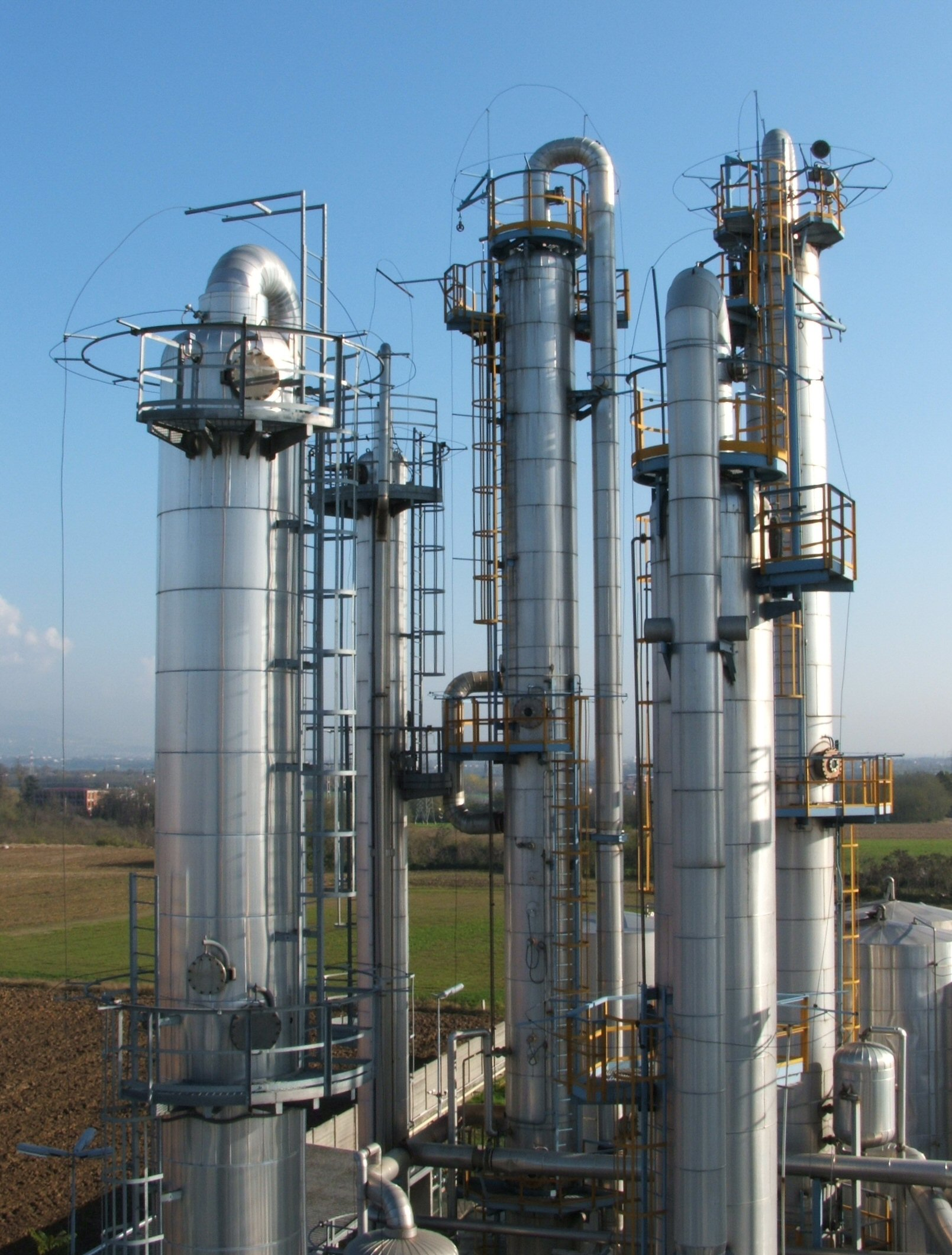
مصنع تقطير ذو تأثير مزدوج.

تعود نشأة هذا العلم إلى قرون عديدة فأي آلة أو نظام يحتاج إلى منظومة مهما كانت بسيطة أو معقدة للتحكم به، ويمكننا ارجاع أول نظام تحكم آلي لأكثر من ألفي سنة حيث يعتقد بأن الساعة المائية في الإسكندرية كانت إحدى اقدم الاجهزة في التاريخ التي تعبر بشكل أو بآخر عن هذه الهندسة، وفي القرنين السابع عشر والثامن عشر ظهرت اجهزة تحكم ألية مثل جهاز تنظيم درجة حرارة الفرن الذي يعزى ل (دريبل) والانظمة المستخدمة لتنظيم سرعة المحركات البخارية من قبل جيمس وات في عام 1788م.
وفي عام 1868 ومن خلال ماكسويل الذي اوجد معادلاته الشهيرة في المجال الكهرومغناطيسي كان له دوراً كبيراً على اثبات اهمية وفائدة نمذجة الظواهر المعقدة بمعادلات وعبارات رياضية، وقد كانت مبادئ نظرية التحكم قد ظهرت في وقت سابق ولكن ليس بالحد المقنع والكبير كما هو الحال في تحليل ماكسويل.
قدمت نظرية التحكم خطوات كبيرة في ال 100 عام الماضية، حيث اوجدت تقنيات رياضية جديدة تمكننا من السيطرة وبشكل أكثر دقة. هذه التقنيات تشمل التطورات في التحكم الأمثل في خمسينات وسيتينيات القرن الماضي والتقدم في طرق التكيف الأمثل في السبيعنات والثمانينات. وساعدت تطبيقات نظرية التحكم في جعل امكانية السفر عبر الفضاء والاتصالات عبر الاقمار الصناعية أكثر أمناً واستقراراً، كما ساهمت في زيادة كفاءة المحركات وتقليل اضرارها وذلك على سبيل المثال لا الحصر.
وقبل انّ تظهر هذه الهندسة كاختصاص فريد من نوعه كان يدرس كجزء من الهندسة الميكانيكية، ونظرية التحكم كجزء من الهندسة الكهربائية حيث كانت تقتصر على المبادئ البسيطة في التحكم بالجهد الكهربائي اما في الهندسة الميكانيكية فكان دورها بالتحكم بالضغوط الهيدوليكية وهذه المبادئ ماتزال مستخدمة إلى يومنا هذا.

## نظرية التحكم
المقالة الرئيسية: نظرية التحكم
تقسم نظرية التحكم بشكل اساسي إلى قسمين كبيرين، الكلاسيكي والحديث، والتي لها آثار مباشرة على تطبيقات هندسة نظم التحكم. ويقتصر نطاق نظرية التحكم الكلاسيكية على الدخل المفرد والخرج المفرد أو ما يسمى (SISO). تحليل النظام يتم في المجال الزمني باستخدام معادلات تفاضلية في المجال العقدي وباستخدام تحويل لابلاس، أو في المجال الترددي بالتحويل من المجال العقدي.

المتحكم المصمم باستخدام النظرية الكلاسيكية غالباً ما يتطلب ضبط في الموقع لتصحيح تقريبات التصميم ونظراً لسهولة تصميم المتحكم با ستخدام النظرية الكلاسيكية بالمقارنة مع النظرية الحديثة فانه يتم استخدامه في معظم التطبيقات الصناعية. أشهر المتحكمات المصممة باستخدام نظرية التحكم هو المتحكم من نوع PID.
في المقابل تتم نظرية التحكم الحديثة في فضاء محدد وتتعامل مع انظمة متعددة الدخل ومتعددة الخرج (MIMO) هذا يتغلب على القيود المفروضة على نظرية التحكم الكلاسيكية في مشاكل تصميم أكثر تعقيدا، مثل التحكم في الطائرات المقاتلة.